# Ampus
Ampus egy 931 lakosú (január 1, 2012) település, Franciaországban, Var megyében a Provence-Alpes-Côte d’Azur-on, a Draguignan kerületben és Draguignan kantonban.

## Fekvése
Draguignantól 14 kilométerre északra található, 600 méteres tengerszint feletti magasságban. Nem messze található Gorges de Châteaudouble és kissé északra a Sainte-Croix tó és a Verdon-kanyon (Verdon Gorge).

## Története

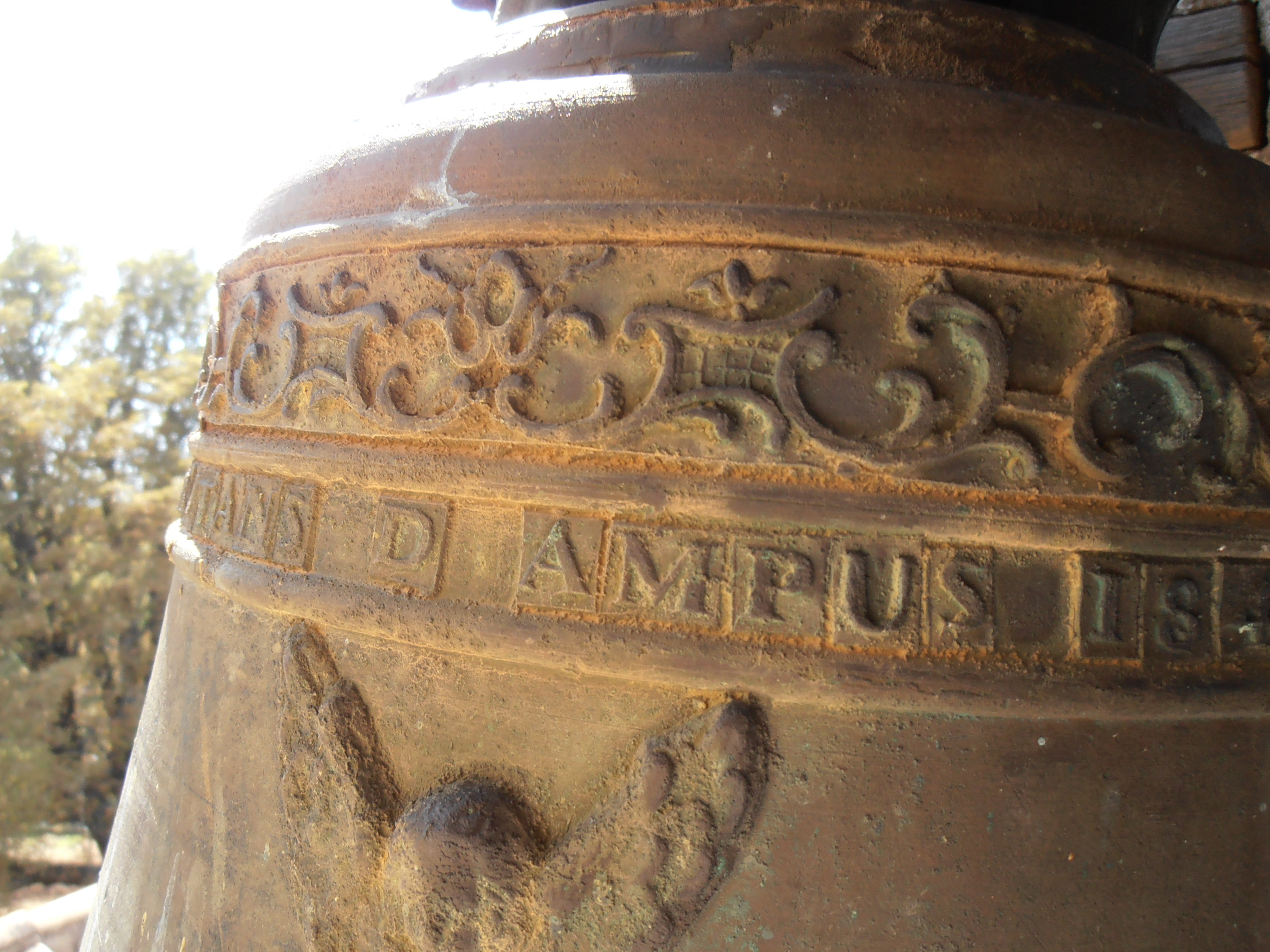

Az erdőkkel övezett területen fekvő település neve a latin Empolium (piac) szóból ered. Ampus keletkezése a római időkre nyúlik vissza.
A falu Provence-i grófok területéhez tartozott és a vallási háborúk idején a protestánsok menedékhelyéül szolgált.
1320-ban Raymond Requistoni nizzai lovag,  1325, 1332 közötts Tarascon  volt Ampus birtokosa.
A terület fő megélhetési forrása a mezőgazdaság, a déli lejtőkön sok olajfaliget található.

## Galéria

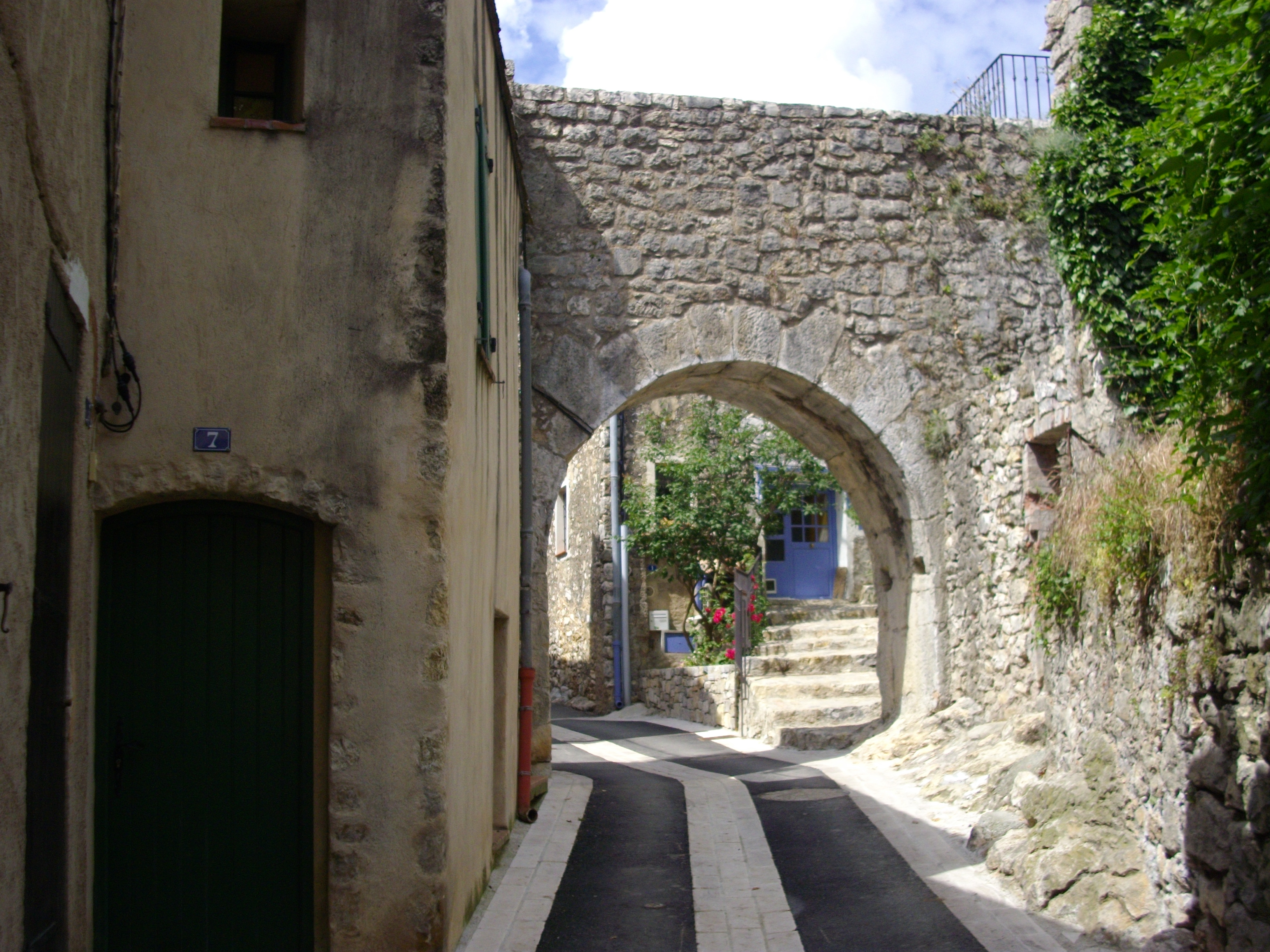
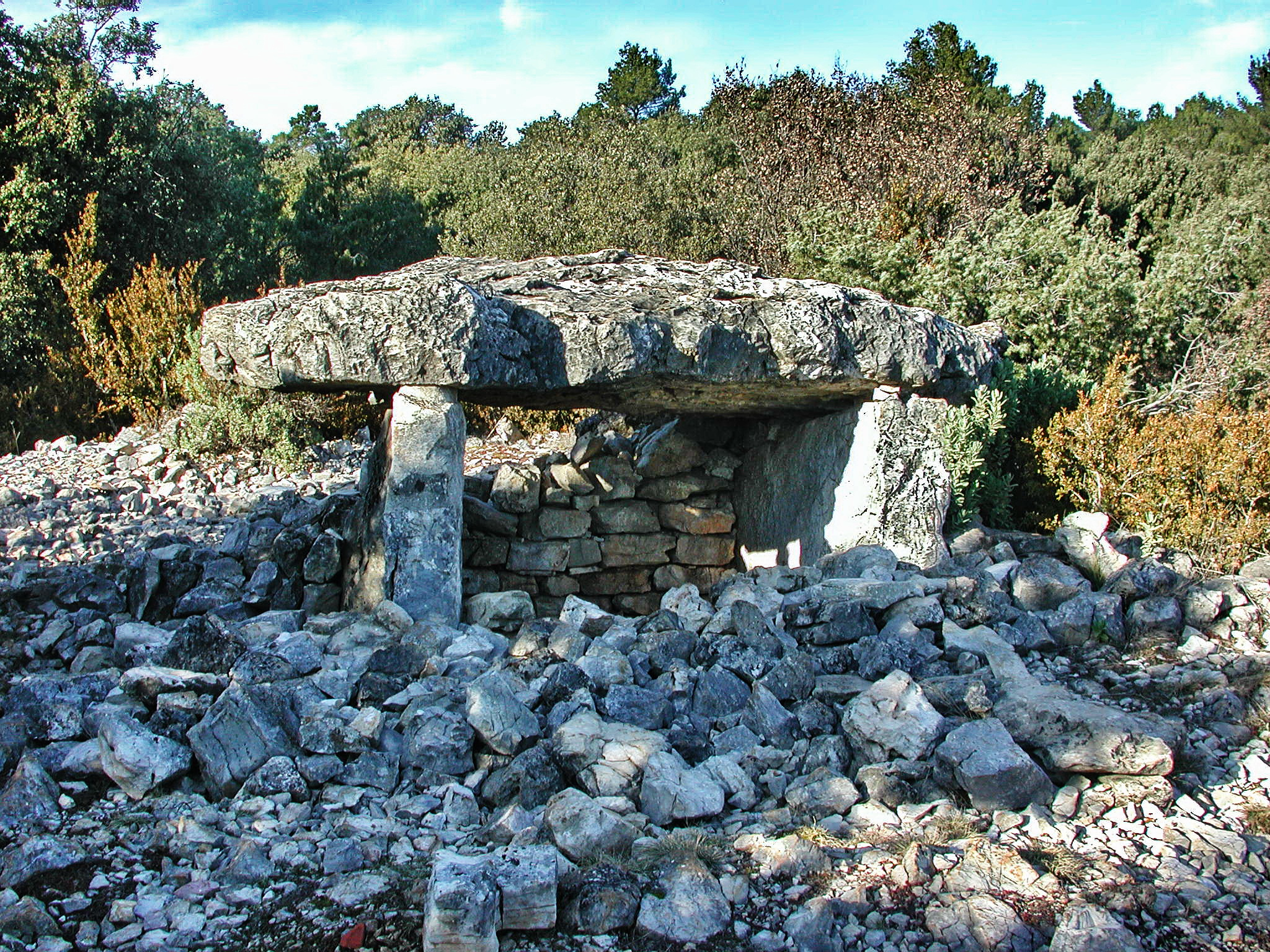
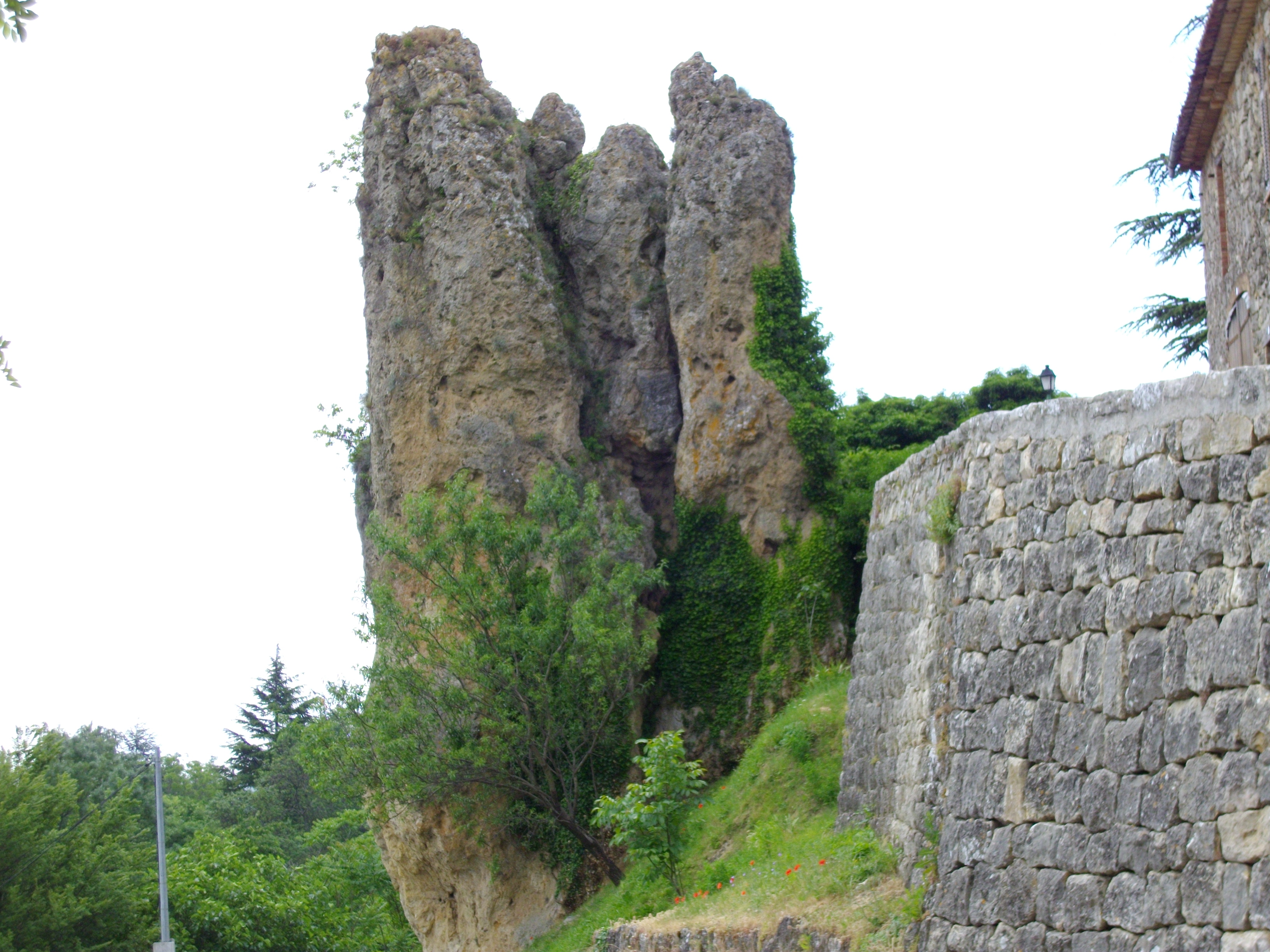
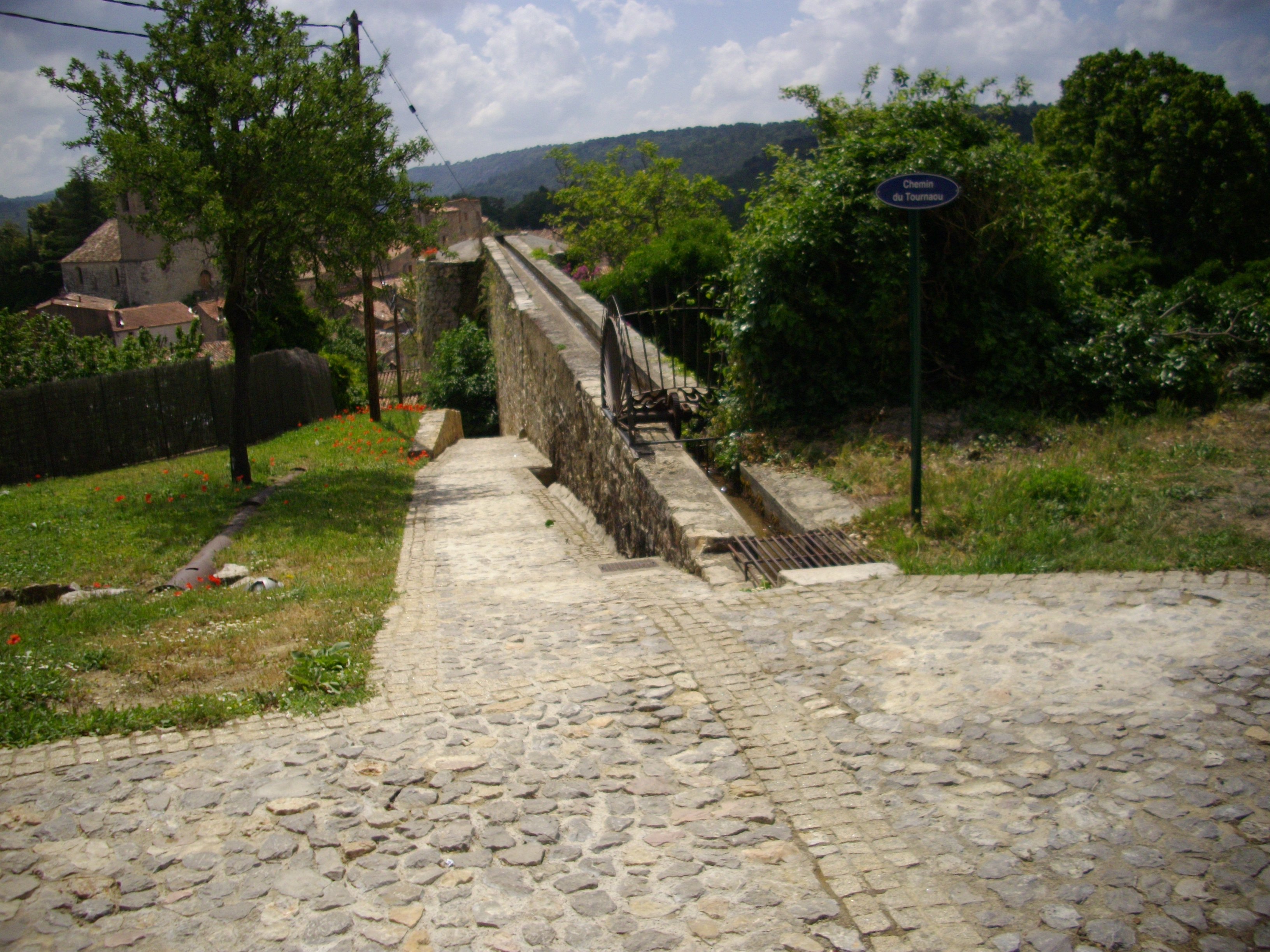
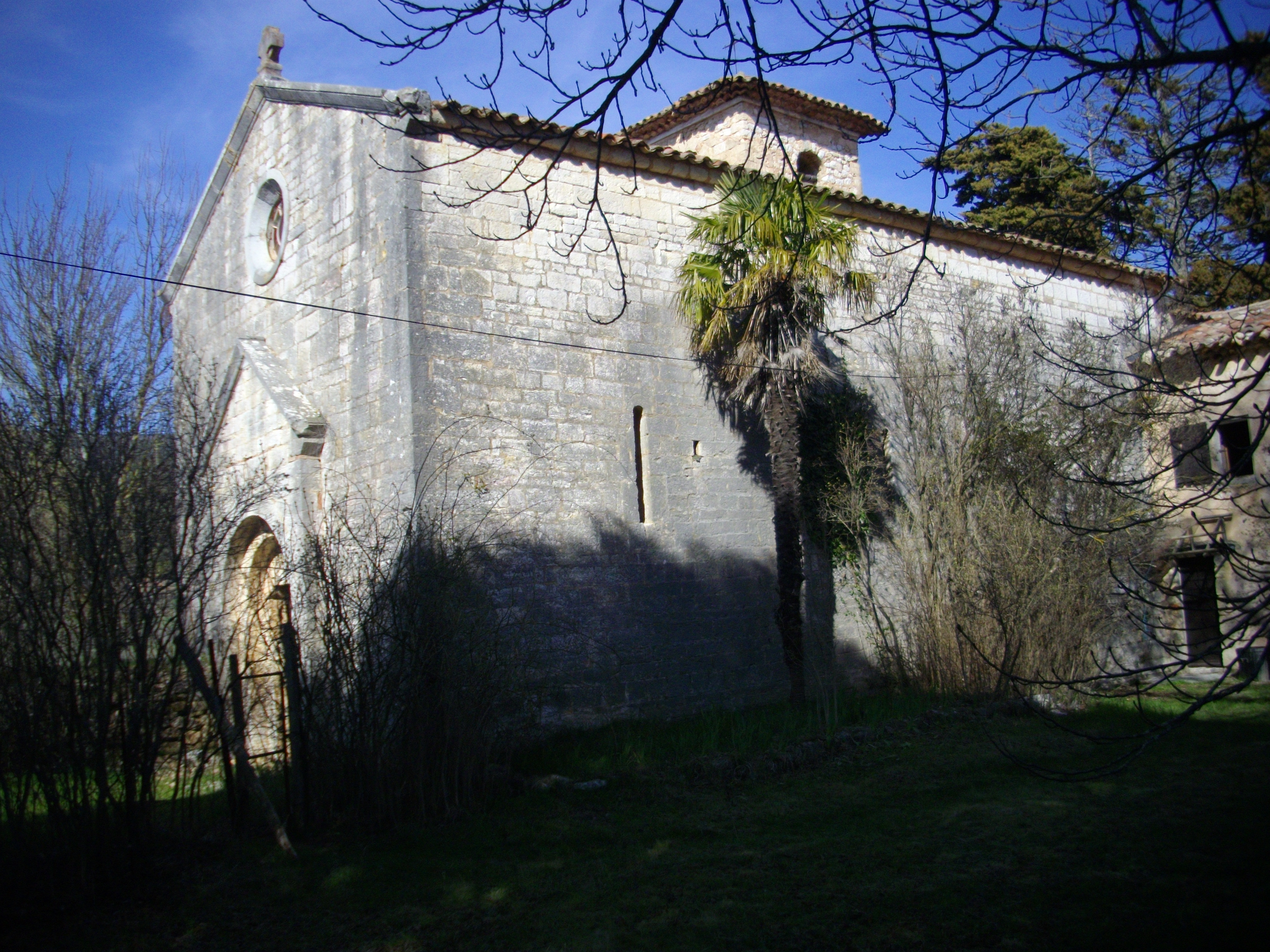
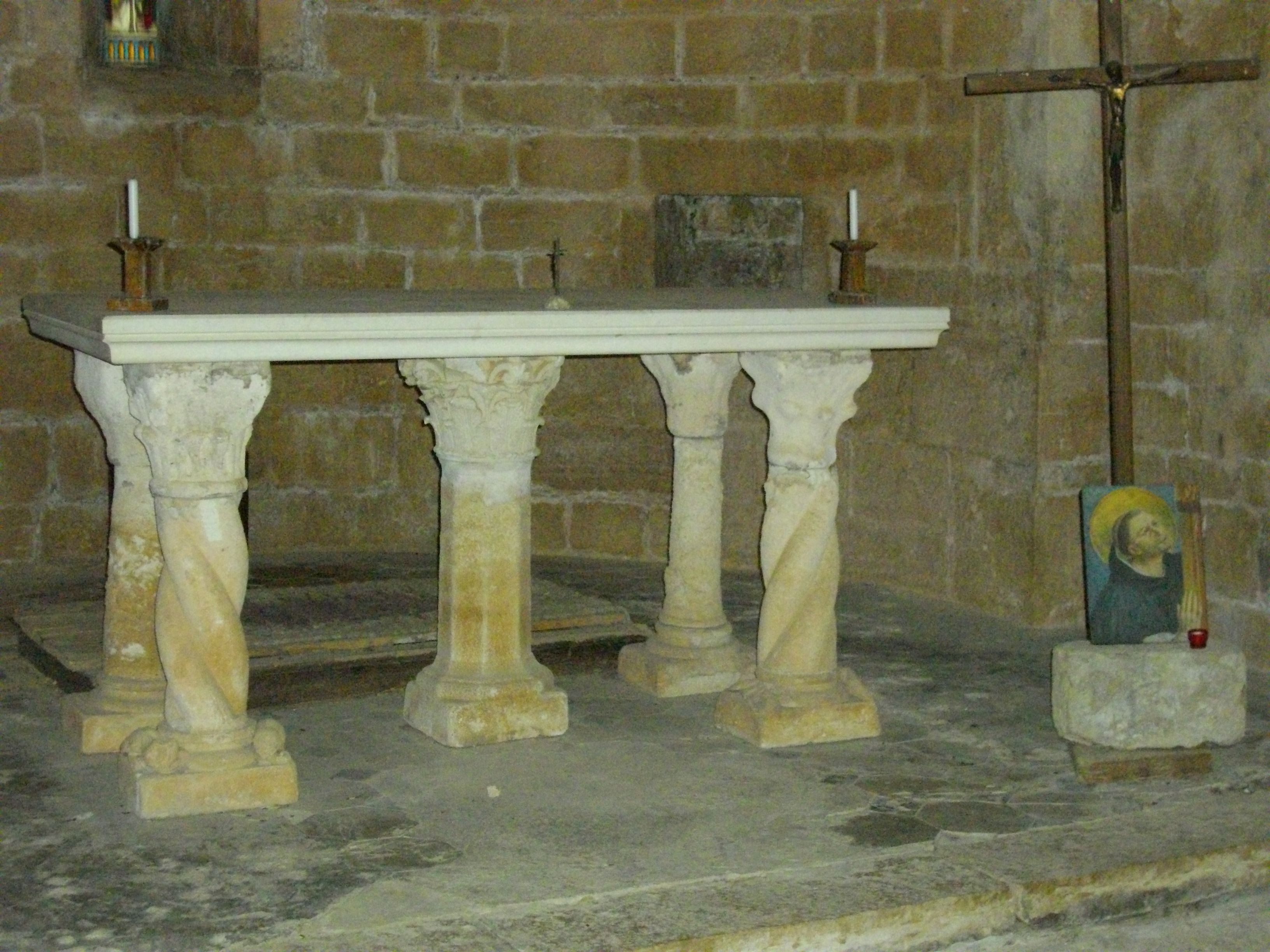
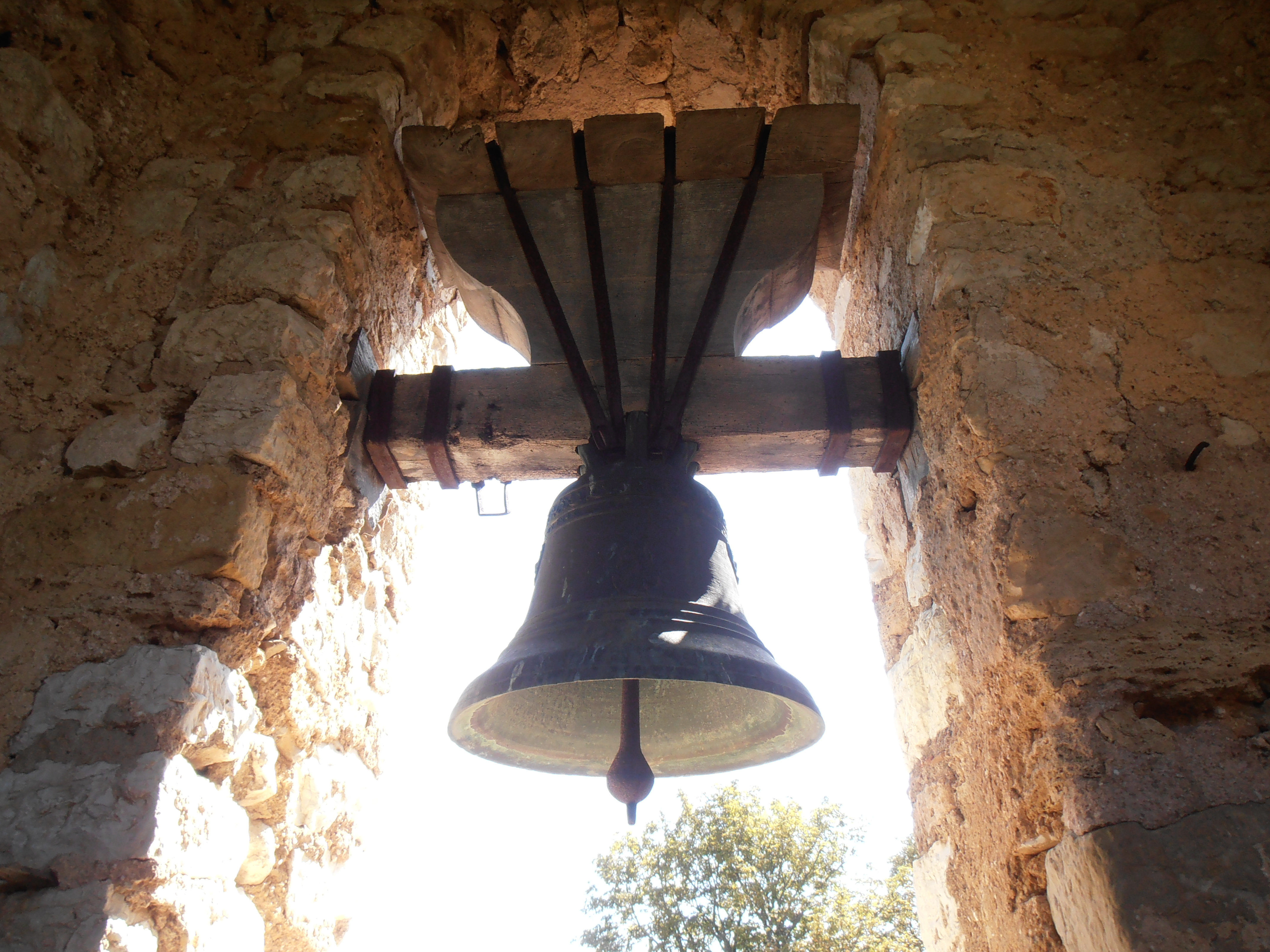
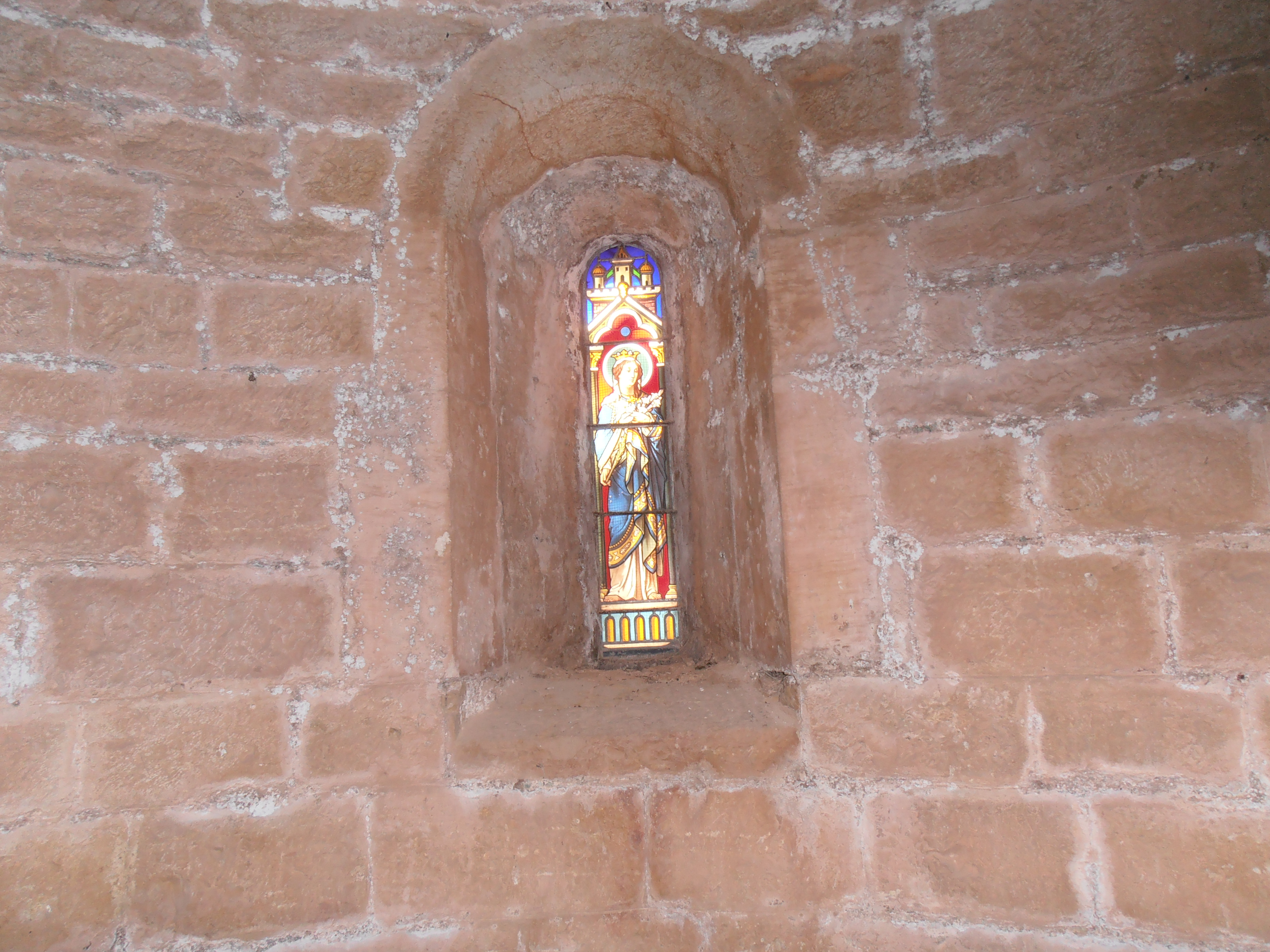

## Nevezetességek
- Castrum Rainier
- Dolmen